# 元文 (北魏)
元文（522年—530年），字思质，河南郡洛阳县（今河南省洛阳市东）人，魏献文帝拓跋弘的曾孙，追尊文穆皇帝元勰的孙子，侍中、太师、大司马、太尉公、假黄钺、陈留王元子直第三子，北魏宗室。

## 生平
元文五岁就能诵读《论语》和《孝经》，说话声调清晰明辩，时人认为他有祖父元勰的风范，元文的叔叔魏孝庄帝元子攸特别宠爱他。永安元年十一月戊午（528年12月1日），元文被封为林虑郡王，食邑一千户。永安三年（530年），元文在私人住宅中去世，虚岁九岁。魏孝武帝时期，朝廷赠予元文车骑大将军、左光禄大夫、仪同三司，谥号哀王。太昌元年十一月十九日（532年12月31日）迁葬于西陵。其墓志首题“魏故车骑大将军仪同三司林虑哀王志铭”，1920年出土于洛阳城北后海资村北、南陈庄西平冢东南，拓片藏于北京图书馆。

## 家庭

### 曾祖
- 魏献文帝拓跋弘[4]

### 祖父
- 元勰，追尊魏文穆帝[4]

### 父亲
- 元子直，北魏侍中、太师、大司马、太尉公、假黄钺、陈留王[4]

### 兄弟
- 元宽，北魏侍中、抚军将军、陈留王
- 元刚，东魏宗正少卿、浮阳王